# Paul Bietila
Paul Everett Bietila (ur. 28 lutego 1918 w Ishpeming, zm. 26 lutego 1939 w Saint Paul) – amerykański skoczek narciarski pochodzenia fińskiego. Medalista mistrzostw kraju.

## Życiorys
Jego rodzicami byli Mary (z domu Snell) i Jacob Bietila – ojciec był górnikiem, który wyemigrował do Stanów Zjednoczonych z Finlandii. Paul Bietila miał pięciu braci, którzy również uprawiali skoki narciarskie (Anselma, Leonarda, Waltera, Roya i Ralpha) – nazywano ich „latającymi Finami” (oryginalnie – „Flying Finns”), bądź „latającymi Bietilami” (oryginalnie – „The Flying Bietilas”). Studiował wychowanie fizyczne na University of Wisconsin-Madison.
W wieku 10 lat oddał swój pierwszy skok ze skoczni Suicide Hill w Ishpeming. Dwa lata później skokiem na odległość 185 stóp ustanowił rekord Stanów Zjednoczonych juniorów. Jako piętnastolatek na skoczni w Ishpeming uzyskał odległość 196 stóp, co było ówczesnym rekordem świata w jego kategorii wiekowej. W swojej karierze 14 razy ustanawiał rekordy skoczni narciarskich położonych na Środkowym Zachodzie. W 1936 w Red Wing zdobył tytuł mistrza Stanów Zjednoczonych juniorów. W 1938 zajął trzecie miejsce w mistrzostwach Stanów Zjednoczonych seniorów, będąc najlepszym z Amerykanów podczas tych zawodów (przegrał tylko z braćmi Ruud z Norwegii). W tym roku zdobył także akademickie mistrzostwo USA. Miał znaleźć się w składzie reprezentacji Stanów Zjednoczonych na Zimowe Igrzyska Olimpijskie 1940.
5 lutego 1939 w Saint Paul, podczas skoku treningowego przed mistrzostwami USA seniorów, za sprawą bocznego podmuchu wiatru, upadł, uderzając w oblodzony zeskok, a następnie w słupek ogrodzenia na końcu wybiegu. Przez kolejne 3 tygodnie walczył o życie w miejscowym szpitalu, jednak ostatecznie 26 lutego zmarł w wyniku komplikacji po doznanych w wyniku upadku obrażeniach.

## Upamiętnienie
Od 1940 przyznawana jest Nagroda imienia Paula Bietili, którą każdorazowo otrzymuje Amerykanin, który w danej edycji imprezy zostanie sklasyfikowany na najwyższej pozycji w konkursie na skoczni normalnej w ramach mistrzostw Stanów Zjednoczonych. Od 1953 w Ishpeming organizowane są zawody memoriałowe jego imienia w skokach narciarskich. W 1970 został włączony do Narciarskiej Galerii Sław w Stanach Zjednoczonych.